# チューインガム

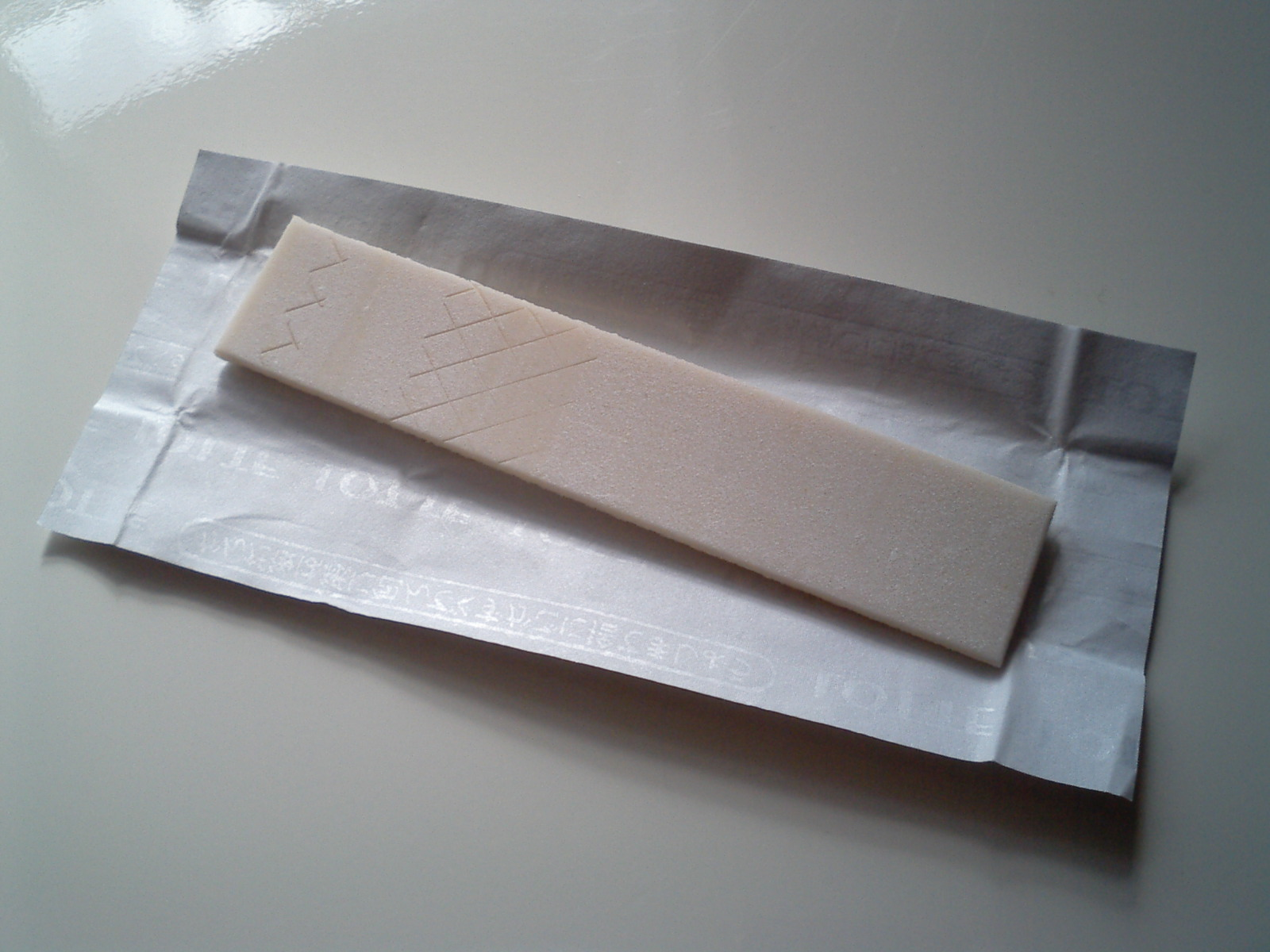
板状のガム

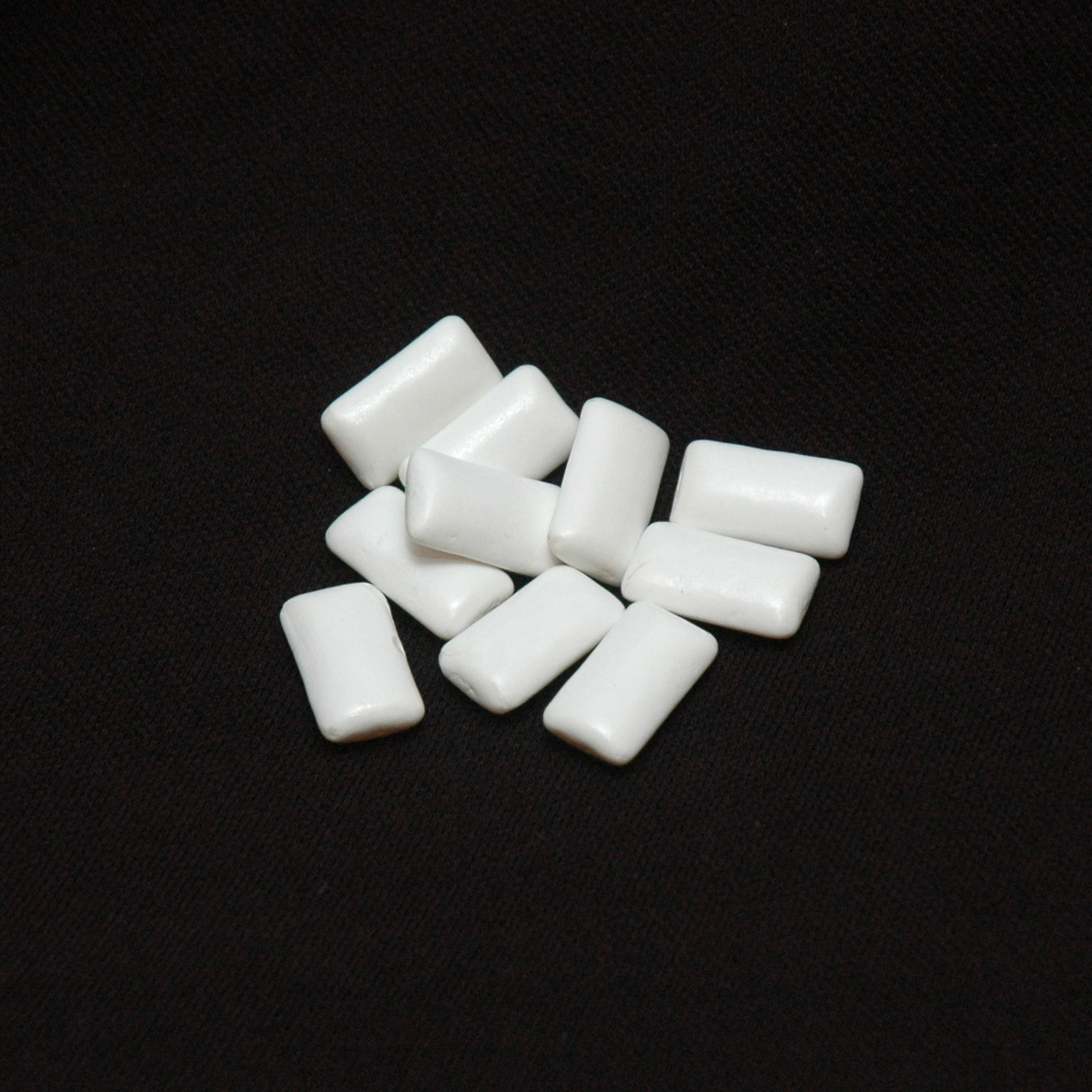
粒状のガム

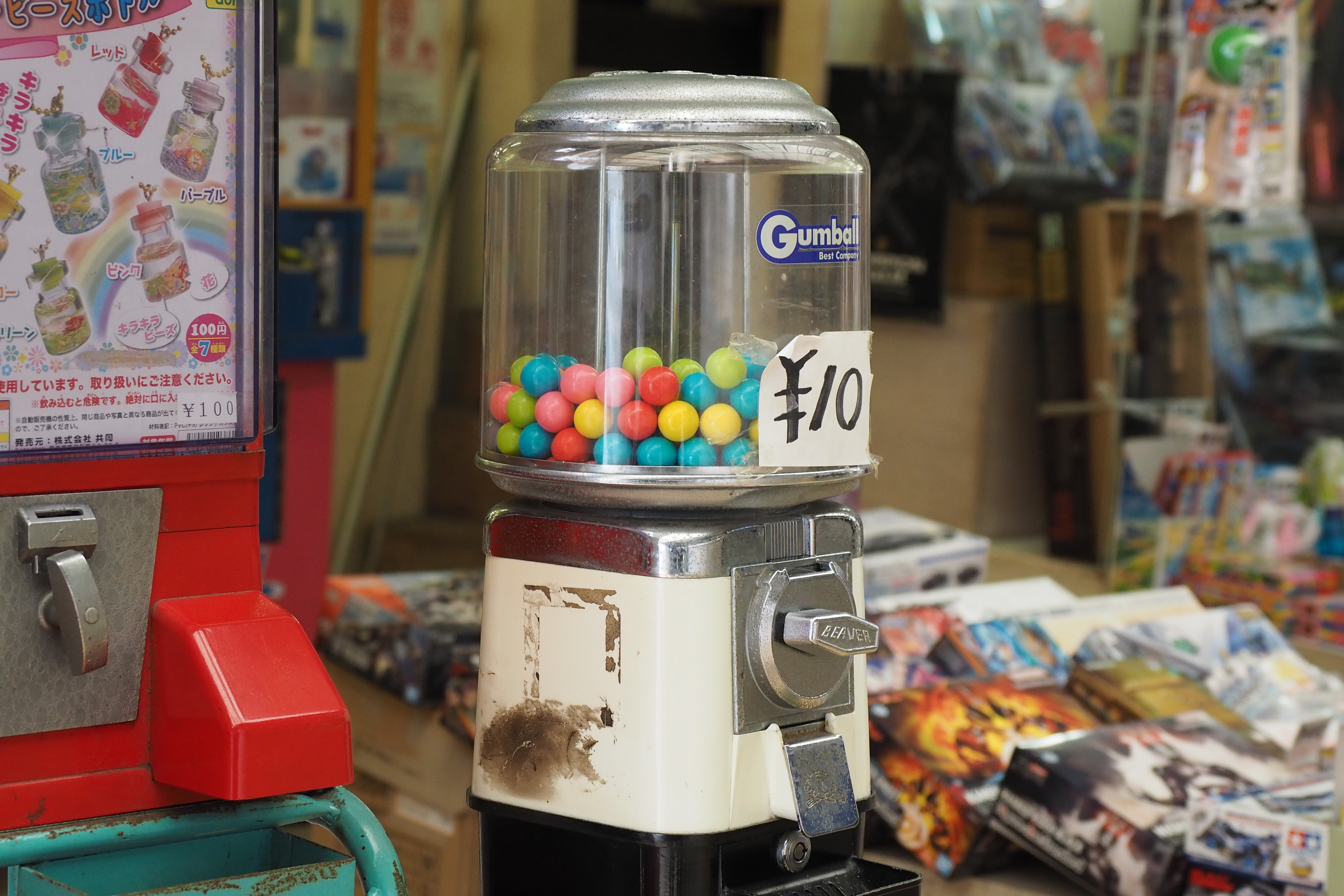
ガムボール自動販売機

チューインガム（英: Chewing gum）は、噛む (chew) ゴム (gum) の意味で、ガムベースに味や香りをつけ、噛むことで風味や口あたりを楽しむ菓子の総称である。ガム (gum) と略されることが多い。「チューイングガム」の呼称もみられる。

## 形状
板状（板ガム）、粒状（粒ガム）、球状（ガムボール）がある。粒状は糖衣のようなコーティングが施されていることが多い。多くは個包装されている。

## 原料
ガムベースの主原料は、南米産アカテツ科樹木サポジラの樹液を煮て作る天然チクルが用いられる。チクルから採取されたゴムはポリ-1,4-イソプレンで、cis型65%とtrans型35%の混合物である。現在はコストや噛み心地などを目的に、マツの樹液（松脂）からエステルガム、酢酸ビニル樹脂（ポリ酢酸ビニル）やポリイソブチレンも用いる。風船ガムは伸びがよい酢酸ビニル樹脂を用いる。ガムベースに卵殻などから作る炭酸カルシウム、甘味料、香料などを添加して成型する。
配合する材料により味を自由に設定できるが、多くの場合甘味がついている。砂糖が配合されていないガム（キシリトール入りガムなど）は、歯磨きの代わりに噛まれることがある。

## 食べ方

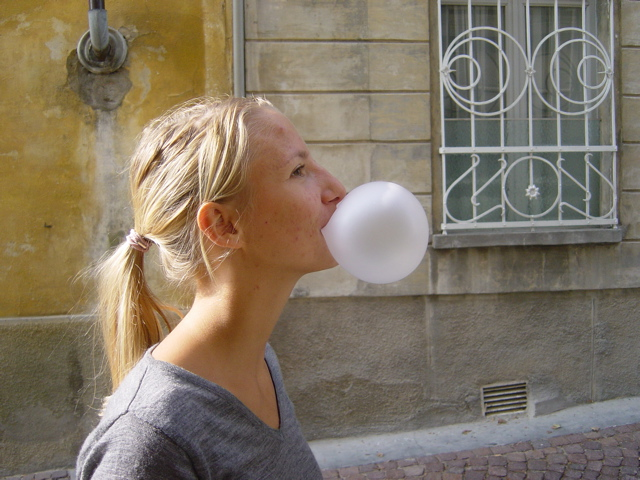
風船ガムをふくらます女性

通常は噛むだけで飲み込まない。もし飲み込んだとしてもガムベースは体内に吸収されず、便として排出され健康上の問題はない。のどに詰まらせる恐れがあるので注意。紙に包んで捨てたほうがよい。
風船ガム（バブルガム）は、ゴム風船のようにふくらませるために作られたガムである。
ガムと油分を含む食品を同時に口中へ入れると、ガムは少しずつ溶けていく。これはチクルをはじめとしてガムに使用される樹脂が油溶性であるためである。チョコレートやポテトチップス等油分を含む食物は、ガムを溶かす。

## 歴史
中央アメリカに住んでいたアステカ族やマヤ族のような先住民族はサポジラやエゾマツの樹液のかたまりを噛む習慣を持っていた。両文明が滅びた後もこの習慣はメキシコインディオに受け継がれ、さらにスペイン系移民にも広まったとされるが、これより以前にヨーロッパでも弾力性のある物質を噛む風習があったという説もある。
デンマーク、ロラン島のシルトルムの遺跡から、歯型のついた5700年前のカバノキのヤニが見つかっている。分析から口内細菌などが見つかっている。
最初のガムは味がなく、パラフィンでできていた。1848年、アメリカ合衆国でジョン・カーティスが「メイン州純正スプールガム」というパラフィンガムを発売した。
1860年頃、メキシコのサンタ・アナ将軍が当初別の目的でチクルを利用しようとしたが、これはうまくいかなかった。しかし、チクルには噛むと歯が白くなるという効能があることを発見したため、チクルをあめ玉状にして売り出した。このころはまだ味はついていなかった。将軍の支援者であったアメリカ人のトーマス・アダムスがチクルに甘味料を加え、「アダムス・ニューヨーク」というチクルガムを発売、人気を得て一気に普及した。
1869年には、甘味料のほかに香料を加えた初の味つきガムをジョン・コルガンが発売した。
風船ガムは1880年代には存在した。最初の製造者はフランク・ヘンリー・フリアーと伝えられる。
ガムの自動販売機は、アメリカでは19世紀末には既に存在した。
日本には1916年（大正5年）に初めて輸入され、1928年（昭和3年）から日本国内でも生産されるようになった。日本は平安時代に、6月1日に餅などの固いものを食べ、健康と長寿を祈る「歯固め」の風習があったことから、日本チューインガム協会は1994年、同日をガムの日・チューインガムの日と設定した。
第二次世界大戦時、アメリカ軍では戦闘糧食の構成品などの形でチューインガムが配給されていた。外地へ出征したアメリカ軍将兵が現地での物々交換やプレゼントに使ったことが、世界各地でチューインガムが普及する一因となった。
2016年現在、日本チューインガム協会によると日本では2004年がガムの生産・小売量のピークである。生産量は46000トンから2015年には約半分に減っている。これはゴミの少ないタブレット菓子やグミなど代替品の台頭や、ガムを愛好していた団塊の世代が大量にリタイアしたことも理由に挙げている。

## 効能
ガムに限らないが、ものをかみ続けていること（継続した咀嚼運動）で眠気を防いだり集中力をあげたりできるとされる。すなわちガムをかむとアゴを動かす咬筋が活発に運動する、そのため咬筋内にある紡錘型をした感覚器官「筋紡錘」を刺激し感覚神経が活発となるためである。継続した咀嚼運動はセロトニンの分泌を促すという報告もあり、ガムをかむのはセロトニン分泌のための一番手頃な方法である。唾液の分泌を促し、胃腸の働きを整える作用もある。
眠気防止のためのガムとしては、カフェインを配合したり刺激的な味にすることで、いっそうの効果を挙げることを期待したものが販売されている。集中力をあげるためのものでは、特に多い味というものはないが、NBAやMLBの選手などで、試合中でもガムを噛んでいる場面が撮影されることがある。噛みタバコやヒマワリの種を噛んでいる場合もある。日本では、試合中にガムを噛む姿が「真剣さが無い・不真面目である」と非難の対象にされることがあった（巨人・阿部慎之助など）。スポーツ選手がガムを噛むことは、上記にあげられる効果のほかに踏ん張る時に噛み込む際のショックを和らげるための行為と考えることもできるが、その効果についてはあくまで民間療法的なものであり、科学的な根拠に基づいたものではない。
ガムはかみ続けることで顎の筋肉が鍛えられるため、顎関節症やそれに伴う諸症状などの予防や緩和に繋がると考えられているが、逆に顎を酷使するため、発症者には厳禁との見方もある。
ガムは薬剤の剤形として、1991年にガイドラインに記載され、ニコチンガムや、鎮痛薬、抗真菌薬など、様々な薬剤を配合したものが承認され、販売されている。

## 問題点と対策
噛み終えたガムを処理しない人も存在する。公共施設の床面や大都市の歩道、特に不特定多数の人が行き交う鉄道駅のプラットホームや階段、通路など付着し、歩行中に捨てられたガムを踏む場合がある。ポイ捨てガムの除去に管理者らは苦慮している。東京原宿表参道など、ガムバスターズなどのガムを除去するための機器を導入している所もある。
毛髪に付着すると剥がすのは困難だが、ポマードなど油を含んだ整髪料で取る方法が存在する。頭髪用のリンス（コンディショナー）やムースも有効なことが、テレビでも紹介された。服に付着したガムは、氷などで冷やして固くしたあとに剥がし取ることが最も簡単な方法である。またガムは、油や溶剤に溶けやすいためベンジン・灯油などを用いる場合があるが、汚いシミになるため家庭では用いてはならない。他には、市販の強力汚れ落とし（オレンジオイル等）や中性洗剤（アルコール）または、マニキュアの除光液（アセトン）やIPA（イソプロピルアルコール）やエタノールで取る方法が存在する。
このような問題があるため、日本ではガムの食べかすのポイ捨ては軽犯罪法違反である。
シンガポールでは1992年より、ガムの所持・販売・輸入が全面的に禁止されている（en:Chewing gum sales ban in Singapore）。ただし2007年より、キシリトールなどが配合された医療・歯科用途のガムについては解禁されているものの、入手ルートは医療機関や薬局に限定されている。
旧来から味付けには砂糖が使われており、歯が長時間糖に曝されたり、食後にケアを怠ると酸が生じて虫歯を進行させることになる。不要なカロリー摂取の要因の一つだった。そのため近年は、体内に吸収（もしくは分解）されない合成甘味料を用いて、糖分0グラムとする製品が増えた。その中には歯の健康に役立つことから、特定保健用食品に認定された製品がある。合成甘味料には、大量に摂取すると体質によってはおなかがゆるくなるものがあり、過摂取に注意し、自分の限界量を知る必要がある。歯に詰め物をしている場合は粘着して取れやすいので噛むのを避けるべきである。

## 主なメーカー

### 日本国内
現在、製造・販売をしているメーカー
- ロッテ - 「キシリトール」「ACUO」など
- 江崎グリコ - 「ポスカ」など
- 明治チューインガム - 「すっぱいレモンにご用心」「プチガム」など
- コリス（コリス・トップ製菓統合）- 「フエガム」「そのまんまフーセンガム」など
- 丸川製菓 - 「フィリックスフーセンガム」「マーブルガム」など
- パイン - 「どんぐりガム」など
- サンコー - 「ミントガム」「りんごガム」「のどガム」など
- リリー - 「玉出しガム」「野球ガム」「パチンコガム」など
- チーリン製菓 - 「フーセンガム」「プチガム」など

過去に製造・販売をしていたメーカー
- トップ製菓（※コリスと統合により生産終了）- 「超・怖い話ガム」「キャラクターガム」など
- 明治（※明治チューインガムが製造担当）- 「キシリッシュ」など
- 森永製菓 - 「ミンツガム」など
- ブルボン - 「ハイメンテ」「チャイム」など
- クラシエフーズ（※旧・カネボウ）- 「歯みがきガム」「ハリスガム」「黒白半分」など
- カバヤ食品 - 「ビックワンガム」など

### 日本国外
- キャドバリー（モンデリーズ・インターナショナル傘下） - Adamsブランド・ガムなど菓子事業は旧ワーナー・ランバート（ファイザーの子会社）より譲受
- ウィリアム・リグレー・ジュニア・カンパニー

## 記録
- 世界最大の板ガム - 2013年10月6日、日本の札幌市内で作られた長さ約110センチ、幅約30センチの板ガム。ブルーベリー味[12]。
- 世界最大のガムボール - 2013年1月現在、アメリカカリフォルニア州の男性が、噛み終わったニコチンガムを張り合わせて作り続けているもの。重さ約80キロ、円周約157センチ[13]。

## よく添加されている成分

### 甘味料
- 砂糖
- ショ糖
- キシリトール
- アスパルテーム
- ステビア
- マルチトール

### 香料
- スペアミント
- ペパーミント
- シナモン
- バラ

### その他
- カフェイン